# Luperaltica nitida
Luperaltica nitida är en skalbaggsart som beskrevs av Wilcox 1953. Luperaltica nitida ingår i släktet Luperaltica och familjen bladbaggar. Inga underarter finns listade i Catalogue of Life.